# ناحیه بنی حشیش
ناحیهٔ بنی حشیش (به عربی: مدیریة بنی حشیش) یک ناحیه در یمن است که در استان صنعا واقع شده‌است. ناحیهٔ بنی حشیش ۷۳٬۹۵۷ نفر جمعیت دارد.